# Bitka pri Fort Charlotte
Bitka za utrdbo Charlotte ali bitka pri Fort Charlotte, znana tudi kot obleganje utrdbe Charlotte ali obleganje Fort Charlotte, je bila dvotedensko obleganje utrdb, ki jih je vodil španski general Bernardo de Gálvez proti britanskim utrdbam, ki so varovale pristanišče Mobile, Alabama (ki je bilo takrat v britanski provinci Britanska Zahodna Florida, zdaj pa v Alabami) med anglo-špansko vojno 1779-1783. Fort Charlotte (Mobile) je bila zadnja preostala britanska mejna postojanka, ki je lahko ogrozila New Orleans, takrat španska Louisiana. Njen padec je Britance pregnal iz zahodnih predelov Zahodne Floride in zmanjšal britansko vojaško prisotnost v Zahodni Floridi na njeno prestolnico, Pensacola, Florida.